# Junior Assoumou
Junior Assoumou Akue (Le Mans, 22 luglio 1995) è un calciatore francese naturalizzato gabonese, difensore svincolato.

## Carriera

### Club
Ad eccezione di 11 presenze nella terza divisione francese con il Pau, ha sempre giocato tra la quarta e la sesta divisione francese.

### Nazionale
Ha esordito con la nazionale gabonese nel 2017; successivamente è stato convocato per la Coppa delle nazioni africane 2021.

## Statistiche
Statistiche aggiornate al 19 gennaio 2022.

### Cronologia presenze e reti in nazionale
| Cronologia completa delle presenze e delle reti in nazionale ― Gabon | Cronologia completa delle presenze e delle reti in nazionale ― Gabon | Cronologia completa delle presenze e delle reti in nazionale ― Gabon | Cronologia completa delle presenze e delle reti in nazionale ― Gabon | Cronologia completa delle presenze e delle reti in nazionale ― Gabon | Cronologia completa delle presenze e delle reti in nazionale ― Gabon | Cronologia completa delle presenze e delle reti in nazionale ― Gabon | Cronologia completa delle presenze e delle reti in nazionale ― Gabon |
| Data                                                                 | Città                                                                | In casa                                                              | Risultato                                                            | Ospiti                                                               | Competizione                                                         | Reti                                                                 | Note                                                                 |
| -------------------------------------------------------------------- | -------------------------------------------------------------------- | -------------------------------------------------------------------- | -------------------------------------------------------------------- | -------------------------------------------------------------------- | -------------------------------------------------------------------- | -------------------------------------------------------------------- | -------------------------------------------------------------------- |
| 24-3-2017                                                            | Le Havre                                                             | Guinea                                                               | 2 – 2                                                                | Gabon                                                                | Amichevole                                                           | -                                                                    | Uscita                                                               |
| 4-6-2017                                                             | Libreville                                                           | Gabon                                                                | 0 – 0                                                                | Zambia                                                               | Amichevole                                                           | -                                                                    | 57’                                                                  |
| 10-6-2017                                                            | Bamako                                                               | Mali                                                                 | 2 – 1                                                                | Gabon                                                                | Qual. Coppa d'Africa 2019                                            | -                                                                    | 80’                                                                  |
| 2-9-2017                                                             | Libreville                                                           | Gabon                                                                | 0 – 3                                                                | Costa d'Avorio                                                       | Qual. Mondiali 2018                                                  | -                                                                    | 86’                                                                  |
| 5-9-2017                                                             | Bouaké                                                               | Costa d'Avorio                                                       | 1 – 2                                                                | Gabon                                                                | Qual. Mondiali 2018                                                  | -                                                                    |                                                                      |
| 7-10-2017                                                            | Casablanca                                                           | Marocco                                                              | 3 – 0                                                                | Gabon                                                                | Qual. Mondiali 2018                                                  | -                                                                    | 18’                                                                  |
| 10-10-2017                                                           | Salon-de-Provence                                                    | Gabon                                                                | 0 – 1                                                                | Benin                                                                | Amichevole                                                           | -                                                                    |                                                                      |
| 11-11-2017                                                           | Franceville                                                          | Gabon                                                                | 0 – 0                                                                | Mali                                                                 | Qual. Mondiali 2018                                                  | -                                                                    | 74’                                                                  |
| 14-11-2017                                                           | Franceville                                                          | Gabon                                                                | 0 – 0                                                                | Botswana                                                             | Amichevole                                                           | -                                                                    |                                                                      |
| 25-3-2018                                                            | Bangkok                                                              | Gabon                                                                | 1 – 0                                                                | Emirati Arabi Uniti                                                  | Amichevole                                                           | -                                                                    |                                                                      |
| 11-9-2018                                                            | Libreville                                                           | Gabon                                                                | 0 – 1                                                                | Zambia                                                               | Amichevole                                                           | -                                                                    | 46’                                                                  |
| 15-10-2019                                                           | Tangeri                                                              | Marocco                                                              | 2 – 3                                                                | Gabon                                                                | Amichevole                                                           | -                                                                    | 93’                                                                  |
| 29-3-2021                                                            | Luanda                                                               | Angola                                                               | 2 – 0                                                                | Gabon                                                                | Qual. Coppa d'Africa 2021                                            | -                                                                    |                                                                      |
| 1-9-2021                                                             | Bengasi                                                              | Libia                                                                | 2 – 1                                                                | Gabon                                                                | Qual. Mondiali 2022                                                  | -                                                                    |                                                                      |
| 14-1-2022                                                            | Yaoundé                                                              | Gabon                                                                | 1 – 1                                                                | Ghana                                                                | Qual. Coppa d'Africa 2021                                            | -                                                                    |                                                                      |
| 18-1-2022                                                            | Yaoundé                                                              | Gabon                                                                | 2 – 2                                                                | Marocco                                                              | Coppa d'Africa 2021 - 1º turno                                       | -                                                                    |                                                                      |
| Totale                                                               |                                                                      | Presenze                                                             | 16                                                                   |                                                                      | Reti                                                                 | 0                                                                    |                                                                      |